# 图利奥·马尔基奥里
图利奥·马尔基奥里（義大利語：Tullio Marchiori，1942年8月17日—），意大利男子曲棍球运动员。他曾代表意大利国家队参加1960年夏季奥林匹克运动会曲棍球比赛，获得第十三名。